# Yohan Cabaye
Yohan Cabaye (født 14. januar 1986 i Tourcoing, Frankrig) er en fransk fodboldspiller, der siden juli 2015 har spillet som midtbanespiller i den engelske Premier League-klub Crystal Palace. Før dette har han spillet i Lille OSC, hvor han i 2004 startede sin seniorkarierre, og var tilknyttet klubben størstedelen af sine ungdomsår. Og siden hen har han også spillet i Newcastle United og Paris Saint-Germain. 

## Landshold
Cabaye har (pr. 13. marts 2016) spillet 44 kampe for det franske landshold, som han debuterede for den 11. august 2010 i en venskabskamp mod Norge. Han spillede også 16 kampe for landets U-21 landshold.